# Catherine Russell
Pour les articles homonymes, voir Russell.
Catherine Russell (née en 1956) est une chanteuse de jazz et de blues.

## Biographie
Son père, Luis Russell, fut longtemps le directeur musical de Louis Armstrong, et sa mère, Carline Ray, était diplômée à la fois de la Juilliard et de la Manhattan School of Music et se produisit avec l'International Sweethearts of Rhythm pendant la Seconde Guerre mondiale.
De 2002 à 2004, Russell a collaboré avec David Bowie en tant que membre de son groupe, en assurant les chœurs et en jouant de la guitare, des claviers et des percussions sur les tournées Heathen Tour, A Reality Tour, et son album de 2003 Reality.
En 2004, quand Bowie a cessé de tourner, Catherine a indiqué qu'elle souhaitait se consacrer à sa carrière solo en tant que chanteuse soliste de jazz et de blues, et est devenue une interprète respectée de standards populaires ou oubliés. Elle a conçu entièrement cinq albums très bien produits (un tous les deux ans), défendus par un planning intensif de tournées en Asie, en Australie, en Europe et aux États-Unis.
Ses racines jazz profondes et authentiques, la bonne réputation de ses prestations talentueuses, ses concerts importants dans des salles dédiées au jazz et à d'autres musiques (comme le Carnegie Hall et le Lincoln Center) ont rendu Russell célèbre dans le milieu du jazz et ont fait d'elle, en janvier 2014, la deuxième artiste féminine la plus vendue dans plusieurs hit-parades dédiés au jazz.
Sa reprise de la chanson de 1920 Crazy Blues a été utilisée dans l'épisode 10 de la saison 1 de la série Boardwalk Empire de HBO. Cette chanson était sur le disque de la bande originale qui a gagné en 2012 le Grammy Award de la meilleure compilation pour les médias visuels à la 54e cérémonie des Grammy Awards.

## Discographie

### En solo
- Cat (2006)
- Sentimental Streak (2008)
- Inside This Heart of Mine (2010)
- Strictly Romancin' (2012)
- Bring It Back (2014)
- Harlem on My Mind (2016)
- Alone Together (2019)

### Collaborations
Avec Amina Claudine Myers
- Amina (Novus, 1988)